# Koch-Rajbongshi
Koch-Rajbongshi o simplement kochs o rajbongshi, també anomenats palis, són una ètnia del nord-est de l'estat indi de Bengala Occidental, Meghalaya i Assam. «Rajbonshi» vol dir "comunitat reial" o "descendència reial". El seu nom fou donat al regne de Koch Bihar que van governar durant segles. Se suposa que són una branca dels bodos o dels mechs o dels cacharis que foren hinduitzas molt aviat. Per les seves característiques físiques no es distingeixen dels indis més que per les cares amples, els nassos plans i la projecció dels pòmuls.

## Història
El regne de Kamata va sorgir a la part occidental del regne de Kamrup al segle xiii a la caiguda de la dinastia Pala, i fou regit pels khens. La seva eclosió va posar fi al període antic de la història d'Assam. Els khens foren desplaçats per Alauddin Hussain Shah, el governant afganès de Bengala i encara que va establir sòlides estructures administratives no va poder mantenir el control sobre els kochs que s'anomenaven a si mateixos "Kamateshwars" (governants de Kamata) i van fundar el regne Koch (vegeu Koch Bihar). Segons la tradició un rei de Kamata que va esdevenir hinduista és el suposat l'ancestre de la raça i per això ells mateixos prefereixen ser anomenats rajbonshis (descendents del rei). Excepte els pani kochs que viuen a les muntanyes Garo i que només han acceptat parcialment l'hinduisme, la resta dels kochs són completament hinduistes.
Al cens del 1881 s'estimava el seu nombre en 1.985.180. Al cens lingüístic de 1991 els parlants de koch eren 2.982.280. La llengua és també anomenada Kamtapuri, Rajbangsi (rajbonshi o rajbansi). Té diversos dialectes: rajbanshi occidental, rajbanshi central, rajbanshi oriental i rajbanshi de les muntanyes entre d'altres.

## Organitzacions

### Partit Popular de Kamtapur
El Partit Popular de Kamtapur fou fundat el gener de 1996 per Atul Roy i demana un estat separat que es diria Kamtapur i el reconeixement de la seva llengua.

### Organització d'Alliberament de Kamtapur
L'organització militar anomenada Organització d'Alliberament de Kamtapur, abans Organització d'Alliberament Koch-Rajbongshi, és la branca armada del Partit Popular.

### All Assam Koch Rajbongshi Sanmilani
All Assam Koch Rajbongshi Sanmilani és un partit polític de l'Índia, que actua a Assam, i defensa els interessos de la tribu dels koch-rajbongshi. El 2006 van amenaçar d'alçar-se en armes si la tribu no era reconeguda dins Assam. A més es queixaven perquè alguns poblets de la tribu havien quedat inclosos dins el Bodoland Territorial Council (BTC) ara (2006) dirigit per Hagrama Mohilary que abans dirigia el Front d'Alliberament dels Tigres de Bodoland (Bodoland Liberation Tigers Front) i que també ha aconseguit un estatus autònom pels bodo dins dels districtes autònoms de Rabha-Hasong, Mising i Tiwa. El seu president és Phani Medhi, que abans va estar a la guerrilla naxalita. El secretari general és Bhaskaraditya Roy. All Assam Youth Students Sanmilani és la branca estudiantil i All Assam Ladies Sanmilani és la branca de dones.